# Raúl Olivo
Pour les articles homonymes, voir Olivo.
Raúl Olivo, né à Caracas (Venezuela) le 8 janvier 1976, est un acteur, chanteur et mannequin vénézuélien.
Il commence sa carrière comme modèle pour des marques telles que Hugo Boss, Armani, Calvin Klein, Tommy Hilfiger, Jockey, Polar, Pepsi, Coca-Cola, Ford et Vertigo. Par après, il se lance dans une carrière d'acteur et a l'occasion de participer à plusieurs productions télévisuelles.

## Carrière
Raúl Olivo commence sa carrière dans le monde artistique en défilant comme mannequin sur les podiums internationaux pour des marques célèbres comme Hugo Boss, Calvin Klein, Tommy Hilfiger, Jockey, Polar, Pepsi, Coca-Cola, Ford et Vértigo, entre autres. 
Ensuite il devient acteur en participant à diverses productions comme Ángel rebelde (USA 2004), Si me amas mata a mi marido (Colombia 2007), Con los hombres no hay manera (Decisiones – Colombia 2007), Acorralada (USA 2008), Isla Paraíso (USA – webnovela 2008), Todo por amor (USA – webnovela 2009) et Amor comprado (USA – 2009).
De plus, il joue dans des films comme Tocando fondo (Venezuela - 2008) et The longest minute of my life (Madrid - 2009). En 2015, il joue le rôle de Motor dans Que te perdone Dios de Televisa de Mexico.
Sa préparation dans le domaine de la musique et de la comédie commence en 2004 par la fréquentation des académies reconnues y compris Corazza Estudio (Madrid), Centro de Estudio Actoral CEA (Mexico), Lesly Khan (Los Angelès), Vocal Power (Los Angelès), Curso Intensivo Actoral Alina Rodríguez (Mexico) et Centro Integral de Formación Actoral Luz Columba – CIFALC (Miami). En parallèle, il passe une licence d'administration des entreprises.
Il est reconnu deux fois par People en Español comme un des 25 célibataires les plus courtisés, il est aussi connu pour son goût pour les arts martiaux : Kickboxing et Karaté (genre Wado Ryu). Il remporte le championnat du Venezuela de Kickboxing  et se place second au championnat mondial de Karaté.
Sa première production discographique s'intitule Mi forma de vivir.

## Filmographie partielle

### Film
- 2008 : Tocando fondo (court métrage)

### Telenovelas
- 2004 : Angel Rebelde : Álvaro Reyes
- 2007 : Acorralada : Emilio Linares
- Tocando Fondo
- The longest minute of my life
- 2007 : Isla Paraíso : Ulises
- Todo por Amor
- 2008 : Amor comprado : Enrique
- Con los Hombres no hay manera
- Si me amas, mata a mi marido
- El Hijo de mi Marido
- 2014: Virgen de la Calle : Manolo
- 2015 : Que te perdone Dios : Jaime Diaz "Motor"